# Parampheres lucidus
Parampheres lucidus is een hooiwagen uit de familie Gonyleptidae.